# نوكيا 8.1
نوكيا 8.1 (بالإنجليزية: Nokia 8.1)‏، المعروف أيضًا باسم نوكيا X7 في الصين، هو هاتف ذكي من فئة الوسط المقدم من نوكيا وHMD Global. تم الإعلان عنه في 6 ديسمبر 2018